# Pellacalyx yunnanensis
Pellacalyx yunnanensis är en tvåhjärtbladig växtart som beskrevs av Hu Hsien-Hsu. Pellacalyx yunnanensis ingår i släktet Pellacalyx, och familjen Rhizophoraceae. Inga underarter finns listade i Catalogue of Life.